# Sanctuaire marial de Kibeho
Le sanctuaire marial de Kibeho est le sanctuaire construit dans la ville de Kibeho au sud du Rwanda à partir de 1992. Cette construction fait suite aux apparitions mariales qui seraient survenues à trois jeunes filles de 1981 à 1989. Ces apparitions ont été reconnues comme « authentiques » par l’Église catholique en 2001.
Après une enquête canonique diligenté par le diocèse, le culte à Notre-Dame de Kibeho est autorisé en 1988. Une première chapelle est mise en construction en 1992. Le site se développe rapidement pour répondre à l'afflux des pèlerins qui viennent même des pays voisins. Le génocide de 1994 et les violences qui suivent frappent durement la région. La paix retrouvée, le sanctuaire reprend son expansion. En 2003, le cardinal Crescenzio Sepe, vient inaugurer le sanctuaire appelant à la réconciliation des populations déchirées.
Face à la croissance des pèlerinages, une nouvelle église de grande capacité est mise en construction en 2020. Elle devrait être terminée en novembre 2021 et permettre d'accueillir 10 000 personnes à l'intérieur, et dix fois plus sur l'esplanade extérieure. Le site accueille aujourd'hui plus de 500 000 pèlerins par an. Les autorités civiles espèrent une croissance des pèlerinages et du tourisme sur ce lieu grâce à la mise en service de ces nouvelles infrastructures.

## Localisation

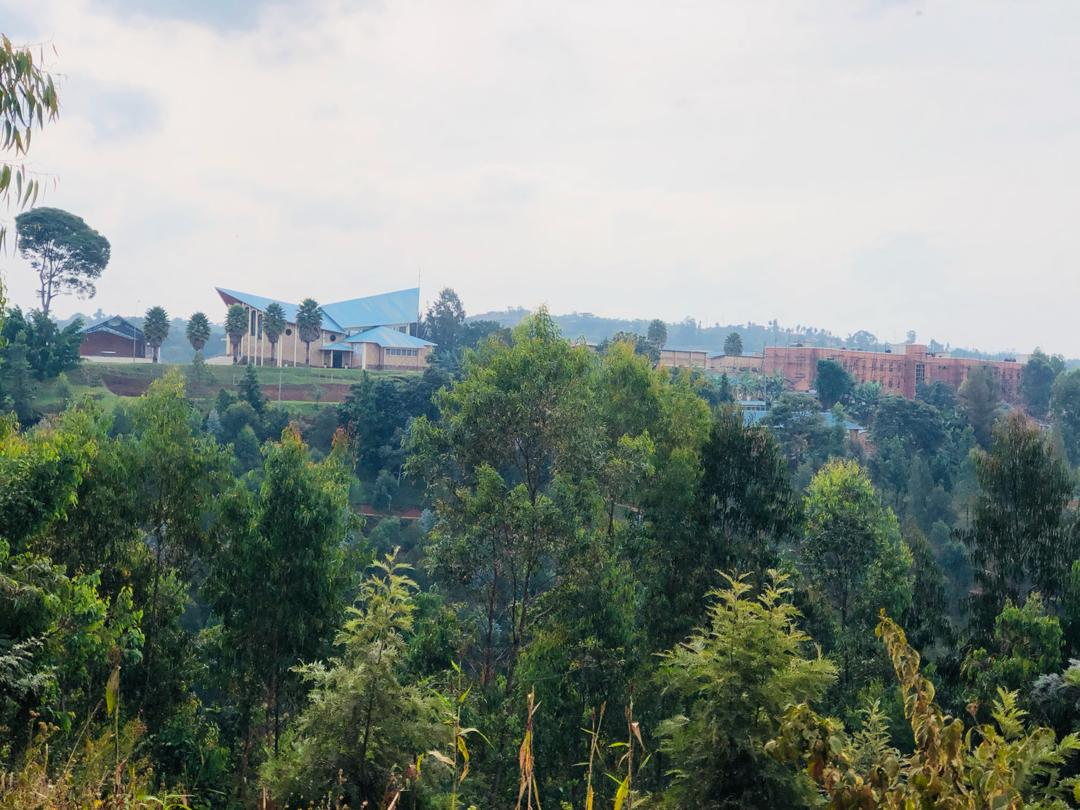
Vue du sanctuaire et de la chapelle de Notre-Dame des Douleurs depuis une colline proche.

Le sanctuaire marial est installé à Kibeho, petite ville du sud du Rwanda dans la région d'Afrique des Grands Lacs. La localité compte environ 20 000 habitants répartis dans la campagne. La zone urbaine est très étalée dans la forêt, le long des routes. Le relief est vallonné et boisé, avec des zones de cultures.
Le sanctuaire est bâti sur un sommet de colline, le long de la route, et marque un fort étalement géographique. Il est distant d'un kilomètre de l'église du village.

## Historique

### Les apparitions mariales
Dans la journée du 28 novembre 1981, une jeune élève du collège de Kibeho, Alphonsine Mumureke, déclare voir « une dame » d'une beauté incomparable qui se serait présentée à elle comme la « Mère du Verbe ». Elle l'identifie aussitôt comme la Vierge Marie. Le phénomène va se reproduire à de nombreuses reprises, que ce soit en privé ou en public,,. L'apparition est décrite comme « une belle femme - ni blanche ni noire - flottant au-dessus du sol dans une robe fluide sans couture, avec un voile qui couvrait ses cheveux. Elle ne portait pas de chaussures »,.
Les premières réactions sont pour la plupart méfiantes, notamment de la part des professeurs du collèges et des autres élèves,. Rapidement, deux autres élèves du collège assurent avoir vu la Dame. Il s'agit de Nathalie Mukamazimpaka, à partir du 12 janvier 1982, et de Marie-Claire Mukangango à partir du 2 mars 1982. Même si les critiques et la méfiance restent vives, un groupe d'élèves et de professeurs assiste à des réunions avec les présumées voyantes où l'on récite le chapelet. Bientôt, la nouvelle se répand en dehors du collège et du village. On vient de la région entière pour voir les présumées voyantes mais surtout pour assister aux apparitions publiques. Les 31 mai et 15 août 1982, on compte environ 10 000 personnes venues assister aux présumées apparitions,.
Le 15 août 1982, les voyants décrivent la Vierge en pleurs. Devant 10 000 personnes, les trois voyantes Alphonsine, Nathalie et Marie-Claire, ont soudain des visions effrayantes : les jeunes filles se mettent à pleurer, claquer des dents et tremblent. La Vierge, disent-elles, leur montre « des têtes décapitées », « un fleuve de sang », « des gens qui s'entretuent », des cadavres abandonnés sans que personne vienne les enterrer. La foule en garde une impression de peur, de panique et de tristesse,,.
Très vite Nathalie et Marie-Claire disent ne plus avoir d'apparitions, et seule Alphonsine continue d'en bénéficier. Ces apparitions prennent fin le 28 novembre 1989,,.

### Construction
Le 15 août 1988, Mgr Jean-Baptiste Gahamanyi, évêque de Butaré, autorise le culte public de Notre-Dame de Kibeho. La construction d'une « chapelle des apparitions » est décidée. La première pierre est posée le 28 novembre 1992. En août 1996, l'évêque installe un chapelain dans le sanctuaire.
Les apparitions sont reconnues officiellement le 29 juin 2001 par Mgr Misago, évêque du lieu,,.
Le 31 mai 2003, le Cardinal Crescenzio Sepe, préfet de la Congrégation pour l'évangélisation des peuples, vient consacrer le nouveau sanctuaire marial dédié à « Notre-Dame des Douleurs » à Kibeho. Au cours de la célébration, le cardinal déclare : « Je vous invite à prier avec ferveur afin que ce sanctuaire de Kibeho puisse devenir le lieu d’où naîtra un peuple rwandais renouvelé dans la foi, assoiffé d’amour, décidé à oublier le triste passé de la guerre fratricide, dont les signes terribles se rencontrent partout, et, de manière particulière en ce lieu ». Lors de cette célébration, le 31 mai, une « danse du soleil » aurait eu lieu. Ce phénomène céleste, identifié par les participants comme identique au miracle du soleil survenu à Fatima en 1917, aurait été observé par des milliers de personnes.

### Le génocide
Le génocide rwandais de 1994 n'épargne pas la localité de Kibeho. Si le site même du sanctuaire semble épargné, l'église paroissiale du village, distante de 1 km au nord va elle être l'objet d'un horrible massacre. En avril 1994, des Tutsis pensent trouver refuge dans la grande église paroissiale du village. Plus de 10 000 personnes s'y réfugient. Mais le 14 avril 1994, le sous-préfet Damien Biniga organise l'attaque du bâtiment par des soldats et des miliciens. Pour forcer l'entrée de l'édifice où se sont barricadés les civils, les militaires détruisent les murs de l’église à l’aide de grenades et d’armes à feu. Le massacre durera plusieurs jours. Ceux qui cherchent à s'enfuir sont abattus. Le bâtiment est finalement incendié, brûlant les corps des victimes, ainsi que l’intérieur du bâtiment et sa toiture,.

### Projet en cours
Depuis janvier 2020, un grand projet de construction est en cours dans le sanctuaire : il s'agit d'un nouvel édifice religieux de grande capacité baptisé « basilique Notre-Dame de Kibeho ». D'une capacité de 10 000 places, il est prévu que le bâtiment soit terminé et mis en service d'ici novembre 2021, à l'occasion du 40e anniversaire de la première apparition mariale,.
Le financement est géré par une fondation dénommée « Basilique Notre-Dame de Kibeho », et l’Église a ouvert des appels au don pour financer ce projet estimé à 70 millions de dollars.
Dans le cadre de ce projet, de grands jardins vont être aménagés, permettant d'accueillir jusqu’à 100 000 pèlerins. Des parkings sont prévus pour recevoir 700 bus et 2 000 voitures,.
Le projet architectural a été développé en partenariat avec la Plymouth High School (USA).

## Description

### Le sanctuaire
La chapelle des apparitions
La chapelle dite « des apparitions », est le premier lieu de culte mis à disposition des fidèles dans le sanctuaire. 
Le 20 novembre 1993, l’évêque se rend sur place pour inaugurer (et bénir) une chapelle provisoire, aménagée dans un des dortoirs des élèves de l’école. Ce lieu est surnommé le « dortoir des apparitions ». Depuis 2007 ce lieu a été transformé « Chapelle des Apparitions ».
Ce lieu est le lieu des toutes premières apparitions, dans le dortoirs des élèves. Par la suite, les apparitions se sont déroulées en extérieur.
Chapelle Notre-Dame des douleurs

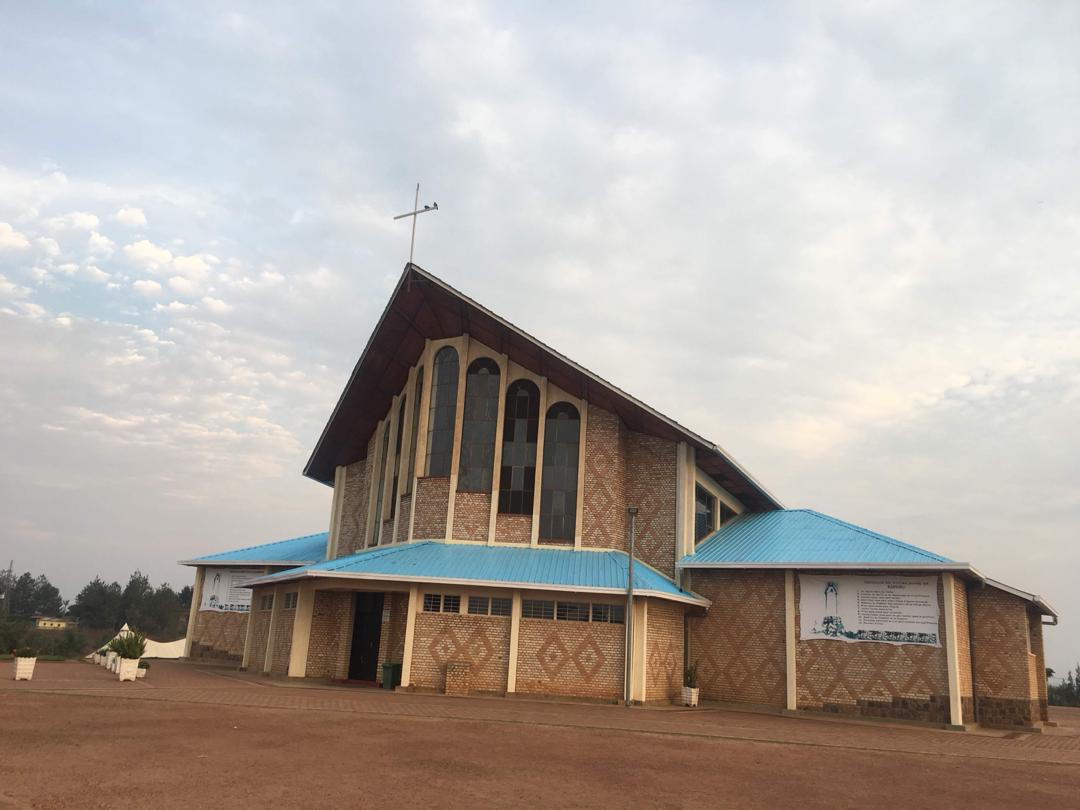
Entrée de la chapelle Notre-Dame des Douleurs.

La première pierre de la chapelle est posée le 28 novembre 1992. La construction de cette chapelle fait suite à la demande exprimée par la voyante, une première fois le 16 janvier 1982, de faire bâtir une chapelle. La demande qui aurait été exprimée par la Vierge, et répétée plusieurs fois par l'intermédiaire de la voyante ne précisait aucune particularité de dimension, décoration ou titre. Cependant, un ouvrage parut en février 1983 et diffusé dans certains milieux chrétiens évoquait le titre de « basilique ». Ce titre, et le concept qu'il sous-entend (grandeur de l'édifice et solennité) s'est ensuite répandu dans la population qui l'ont pris comme une demande de la Vierge en tant que telle.
L'église est construite en briques de couleurs, offrant des motifs décoratifs sur les murs. Le bâtiment contient une nef d'une seule travée. Une rosace et de larges vitraux décorent le mur du fond de l'église.
La place des apparitions
Les premières apparitions publiques vont se faire dans la cour de l'école, sur cette place des apparitions. Des foules de plus en plus nombreuses vont s'y rassembler. Pour éviter les bousculades dans la foule et permettre à tous les pèlerins de suivre l'événement, l'Office Rwandais d’information installe de grands haut-parleurs pour « que tout le monde puisse suivre sans problème la "conversation" engagée entre les voyantes et le personnage invisible ». Un podium est même construit par des bénévoles, avec le concours de l'évêque, afin que tout le monde puisse voir les voyantes. Ce podium entre en service le 15 août.
Aujourd'hui le podium a disparu, il est remplacé par une statue de Notre-Dame de Kibeho, entourée d'un champ de fleurs. C’est un lieu de recueillement, comportant une centaine de places assises.
L'esplanade
La progression continue du nombre de pèlerins à Kibeho a demandé un aménagement continu du site pour accueillir la foule qui s'y pressait. L’esplanade du sanctuaire s’est agrandie en dimension en même temps que le sanctuaire s'est enrichi en infrastructures. Aujourd’hui, l’esplanade du sanctuaire est capable de recevoir jusqu’à 60 000 pèlerins. Elle comporte un podium pour les grandes célébrations, un jardin de recueillement et une avenue avec une statue de la Vierge Marie. Un petit parking permet également de stationner les véhicules.
Le chemin de croix et le calvaire
Pour les autorités religieuses, « le thème de la souffrance et de la croix est l’un des plus importants dans l’histoire des apparitions de Kibeho ». Les responsables du sanctuaire ajoutent : « les voyantes ont été invitées à vivre ce message d’une façon concrète, à accepter la souffrance dans la foi et dans la joie, à se mortifier et à renoncer aux plaisirs pour la conversion du monde ». Pour permettre aux pèlerins de vivre ce chemin de pénitence et de foi, une colline a été nommée « calvaire ». Sur cette colline, il a été aménagé en 2006 un chemin de Croix qui se termine au sommet de la colline, celle-ci étant surmontée par une grande croix.
La source
Le lieu dénommé « source de Marie », sur le site du sanctuaire, est une ancienne source (connue avant les apparitions) qui a été aménagée et qui a été dénommée « source de Marie ». Il ne s'agit nullement d'une source « miraculeuse que la Vierge aurait fait jaillir ». Les autorités du sanctuaire indiquent que « la raison principale de cette appellation vient du fait que cette eau surgit de la colline qui a vu l’apparition de Marie. Par ailleurs, la Vierge Marie ayant choisi cette colline comme étant plus particulièrement sa demeure, il est normal que la source d’eau qui y surgit appartienne aussi à la Vierge Marie ».
Autres lieux
Le sanctuaire propose également une « chapelle de la réconciliation », un jardin dénommé « jardin de la Vierge Marie », ainsi qu'un chemin de procession.

### L'église paroissiale
Même si l'église paroissiale de Kibeho ne fait pas partie du sanctuaire, son histoire douloureuse est intimement liée au site des apparitions.

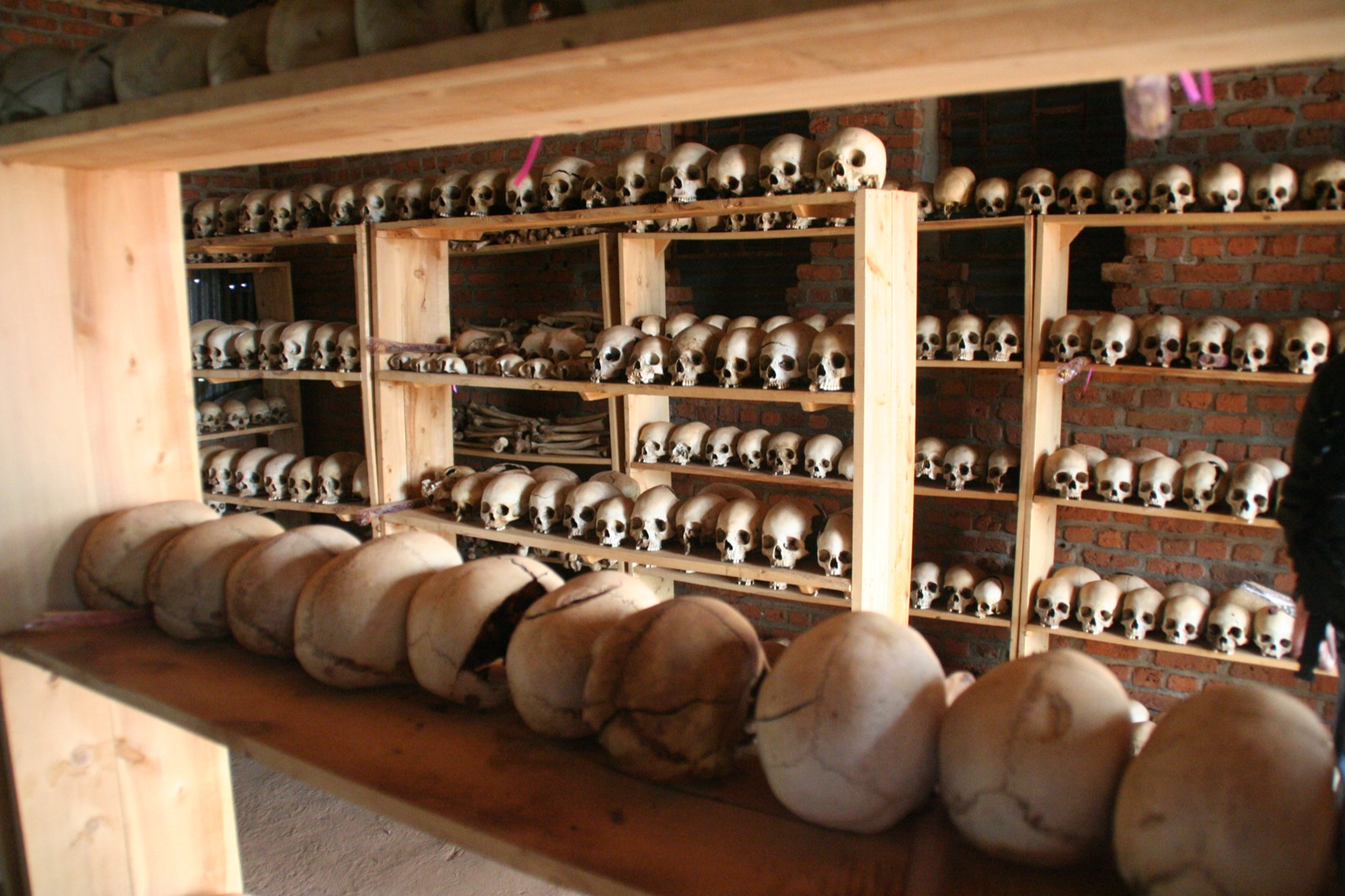
Ossements de victimes du génocide des Tutsi au Rwanda dans l'église de Ntarama.

Après le génocide, le gouvernement rwandais et certaines associations de rescapés demandent la transformation de l’église en mémorial. Un conflit difficile va s'ouvrir entre le gouvernement du président Pasteur Bizimungu, et les autorités de l’Église catholique, tant locales que celles du Vatican (le gouvernement demande à transformer l'église en un lieu de mémoire, donc lui retirer son usage cultuel, l’Église refuse de désacraliser la structure). Après une période de tensions, un compromis est trouvé en 2003 pour cette église : l'église est transformée en un « lieu de mémoire hybride ». Le bâtiment reste une église avec un culte catholique, mais la « dimension mémorielle reste présente », avec la mise en place d’un mémorial contenant des restes humains, dans une pièce au sein de l’église.
Les pans de murs détruits en 1994 à la grenade pour permettre aux assaillants d'entrer sont reconstruits, mais peints en violet (couleur du deuil pour l’Église catholique). En 2013, ces derniers sont repeints en gris. Un mémorial est également construit pour abriter et exposer des corps et ossements des victimes du génocide. Ce mémorial est attenant à l’église. Cette église de Kibeho est ainsi devenu un sanctuaire visité tant au niveau national qu'international.

## Notoriété et importance économique
Le sanctuaire de Kibeho attire aujourd'hui entre 500 et 600 000 pèlerins chaque année. Les autorités espèrent que la construction de nouvelles infrastructures dans le sanctuaire permettra de développer le site. Le manque d'hébergements pour les pèlerins, et d'offre d’hôtellerie est déjà notée par le maire du village qui espère que ce secteur va lui aussi se développer et ainsi étoffer l'offre déjà existante,.
Le gouvernement du pays compte lui aussi sur un développement du tourisme religieux et mémoriel pour développer le tourisme dans la région. Aujourd'hui, des pèlerins viennent sur ce site depuis différents pays africains.